# Kilmarnock FC
A Kilmarnock FC egy skót labdarúgóklub Kilmarnockban, amely jelenleg a Scottish Premier Leagueben szerepel. 
A Kilmarnock alapításának dátumához messzire kell visszamenni az időben. A legelső csapatok között alapították Skóciában 1869-ben és a skót bajnokság jelenlegi legidősebb tagjának számít. Egyszeres bajnok, háromszoros kupagyőztes, és öt alkalommal végzett a második helyen a skót ligakupában.
A csapat stadionja a 18 128 férőhelyes (mind ülőhely) Rugby Park.

## Sikerek
- Skót első osztály
  - 1. hely (1): 1964/65
- Skót másodosztály
  - 1. hely (2): 1897/98, 1898/99
- Skót kupa
  - 1. hely (3): 1919/20, 1928/29, 1996/97
  - 2. hely (5): 1897/98, 1931/32, 1937/38, 1956/57, 1959/60
- Skót ligakupa
  - 1. hely (1): 2011/12
  - 2. hely (5): 1952/53, 1960/61, 1962/63, 2000/01, 2006/07
- Vásárvárosok kupája
  - Elődöntő: 1966–67

## Klubrekordok
A legidősebb profi labdarúgóklub Skóciában.
- Legnagyobb arányú győzelem: 13–2 a Saltcoats Victoria ellen, a Skót Kupában, 1896. szeptember 12.
- Legnagyobb arányú vereség: 1–9 a Celtic ellen, skót bajnoki meccsen, 1938. augusztus 13.
- Legmagasabb hazai nézőszám tétmeccsen:  35 995, a Rangers ellen, a Skót Kupában, 1962. március 10.
- Legmagasabb hazai nézőszám skót bajnoki meccsen : 18 076, a Celtic ellen, 1998. április 8.
- Legalacsonyabb hazai nézőszám skót bajnoki meccsen : 1 516, a Gretna ellen, 2007. szeptember 15.
- Legtöbb gól egy szezonban: Harry Cunningham, 34, 1927-1928, Andy Kerr 34, 1960-1961
- Legdrágábban vett játékos: Paul Wright, 340 000 font, St. Johnstone, 1995. március
- Legdrágábban eladott játékos: Steven Naismith, 1 900 000 font, Rangers, 2007. augusztus 31.

## Játékosok

### Jelenlegi keret
2018. február 21. állapotoknak megfelelően.
| #  |     | Poszt | Név               |
| -- | --- | ----- | ----------------- |
| 1  | SCO | K     | Jamie MacDonald   |
| 2  | SCO | V     | Stephen O'Donnell |
| 3  | SCO | V     | Steven Smith ()   |
| 4  | SCO | V     | Gordon Greer      |
| 5  | SCO | V     | Kirk Broadfoot    |
| 6  | IRL | KP    | Alan Power        |
| 7  | SCO | CS    | Rory McKenzie     |
| 8  | IRL | KP    | Gary Dicker       |
| 9  | SCO | CS    | Kris Boyd         |
| 10 | SCO | CS    | Greg Kiltie       |
| 11 | NIR | KP    | Jordan Jones      |
| 12 | SCO | V     | Greg Taylor       |
| 13 | SCO | K     | Devlin MacKay     |

| #  |                                 | Poszt | Név                                               |
| -- | ------------------------------- | ----- | ------------------------------------------------- |
| 16 | SCO                             | V     | Scott Boyd                                        |
| 17 | SCO                             | V     | Stuart Findlay (kölcsönben a Newcastle Unitedtól) |
| 19 | Irán                            | CS    | Alex Samizadeh                                    |
| 20 | SCO                             | KP    | Iain Wilson                                       |
| 22 | SCO                             | CS    | Lee Erwin                                         |
| 24 | Kongói Demokratikus Köztársaság | KP    | Youssouf Mulumbu                                  |
| 25 | SCO                             | CS    | Eamonn Brophy                                     |
| 26 | ENG                             | V     | Aaron Simpson (kölcsönben a Wolvestól)            |
| 27 | Kongói Demokratikus Köztársaság | KP    | Aaron Tshibola (kölcsönben az Aston Villa-tól)    |
| 28 | SCO                             | KP    | Brad Spencer                                      |
| 29 | SCO                             | KP    | Chris Burke                                       |
| 32 | ITA                             | K     | Leo Fasan                                         |
| 44 | AUS                             | K     | Jasko Keranovic (kölcsönben a West Bromtól)       |

## A csapat himnusza
| Glory, glory Ayrshire Killie! And the Blues go marching ON! ON! ON! Glory, glory Ayrshire Killie! And the Blues go marching ON! ON! ON! Hello, hello! We are the Killie boys, Hello, hello! We're here to make a noise. We're up to our knees in A*r blood, Surrender or you'll die. For we are the Ayrshire Killie boys! Glory, glory Ayrshire Killie! And the Blues go marching ON! ON! ON! I'm Killie 'til I die, I'm Killie 'til I die, I know I am, I'm sure I am...I'm Killie 'til I die. |

## Külső hivatkozások
- Hivatalos weboldal (angolul)
- A BBC honlapján (angolul)